# Аргининосукцинат-лиаза
Аргининосукцинат-лиаза (англ. Argininosuccinate lyase, сокр. ASL) — фермент (КФ 4.3.2.1),  из семейства амидин-лиазы (класс лиазы), катализирующий реакцию негидролитического обратимого расщепления молекулы аргининосукцината на аргинин и фумарат. Схема реакции:
 ⇔  + 
Аргининосукцинат-лиаза локализована в цитозоле гепатоцитов, она является четвёртым по порядку ферментом цикла мочевины и участвует в биосинтезе аргинина у всех видов животных и производстве мочевины у уреотелических видов. Мутации, приводящие к низкой активности фермента, повышают уровень мочевины в организме и приводят к различным побочным эффектам.
У человека данный фермент кодируется геном ASL, который расположен на длинном плече (q-плече) 7-й хромосомы.
ASL связана с межаллельной (внутригенной) комплементацией.
Длина полипептидной цепи белка составляет 464 аминокислоты, а молекулярная масса — 51658 Да.

## Структура
ASL состоит из четырёх идентичных мономеров (гомотетрамер), каждый из которых представляет собой одну полипептидную цепь длиной от 49 до 52 кДа, от 196 до 208 кДа для всего тетрамерного фермента. Каждый мономер имеет три высококонсервативные области, удалённые друг от друга, но в тетрамере эти области группируются вместе, образуя четыре активных сайта. Таким образом, каждый гомотетрамер ASL имеет четыре активных сайта, катализирующих расщепление аргининосукцината.
Каждый мономер в гомотетрамере ASL состоит из трёх структурных доменов; все три домена преимущественно альфа-спиральные. Домены 1 и 3 схожи по структуре, поскольку оба состоят из мотивов спираль-поворот-спираль. Домен 1 мономера содержит аминоконцевой участок. Домен 2 содержит один небольшой бета-лист, девять альфа-спиралей и карбоксильный конец. Три из девяти альфа-спиралей одного мономера участвуют в основном в гидрофобных взаимодействиях с другим мономером, образуя димер. Затем два димера объединяются посредством альфа-спирали, по одному от каждого мономера, образуя центральное 20-спиральное ядро. Ассоциация всех четырех мономеров обеспечивает каталитическую активность на каждом из возможных активных участков.

### Внутригенная комплементация
Несколько копий полипептида, кодируемого геном, часто могут образовывать совокупность, называемую мультимером. Когда мультимер образуется из полипептидов, продуцируемых двумя различными мутантными аллелями определенного гена, смешанный мультимер может проявлять большую функциональную активность, чем несмешанные мультимеры, образованные каждым из мутантов в отдельности. Когда смешанный мультимер проявляет повышенную функциональность по сравнению с несмешанными мультимерами, это явление называют внутригенной или межаллельной комплементацией. У человека ASL является мультимерным (тетрамерным) белком. Нарушение ASL у человека может возникнуть в результате мутаций в гене ASL, в частности мутаций, влияющих на активный сайт мутантного мультимерного белка. Нарушение ASL ассоциируется со значительной клинической и генетической гетерогенностью, которая, как считается, отражает обширную внутригенную комплементацию, происходящую среди отдельных пациентов.

## Механизм катализа

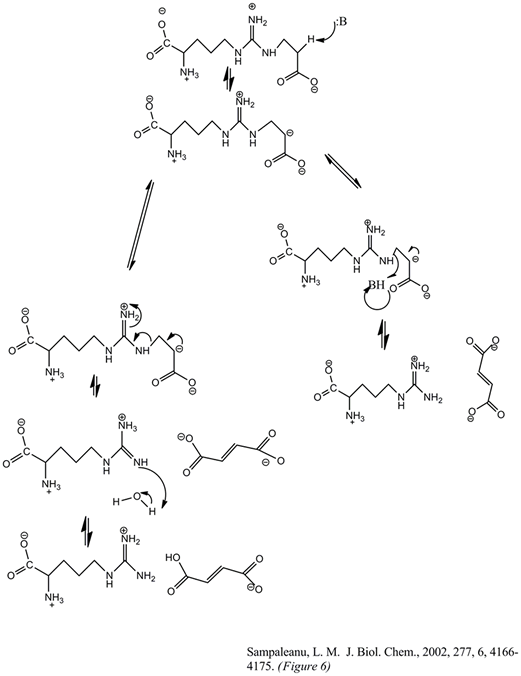
Предлагаемый механизм катализа ASL.

Расщепление ферментом аргининосукцината с образованием фумарата и аргинина происходит в результате реакции элиминирования E1cb. Основание инициирует реакцию, депротонируя углерод, прилегающий к аргинину, или уходящую группу. Недавние мутагенные исследования гомологов ASL показали, что гистидин-162 или треонин-161 ASL отвечают за отрыв протона Cβ, прямо или косвенно через молекулу воды. Лизин-289, как полагают, стабилизирует отрицательно заряженный промежуточный карбанион. Хотя нет единого мнения о каталитической кислоте, которая отдаёт протон на иминовую функциональную группу аргининового продукта, некоторые исследования мутагенеза показывают, что серин-283 может быть вовлечён в процесс.

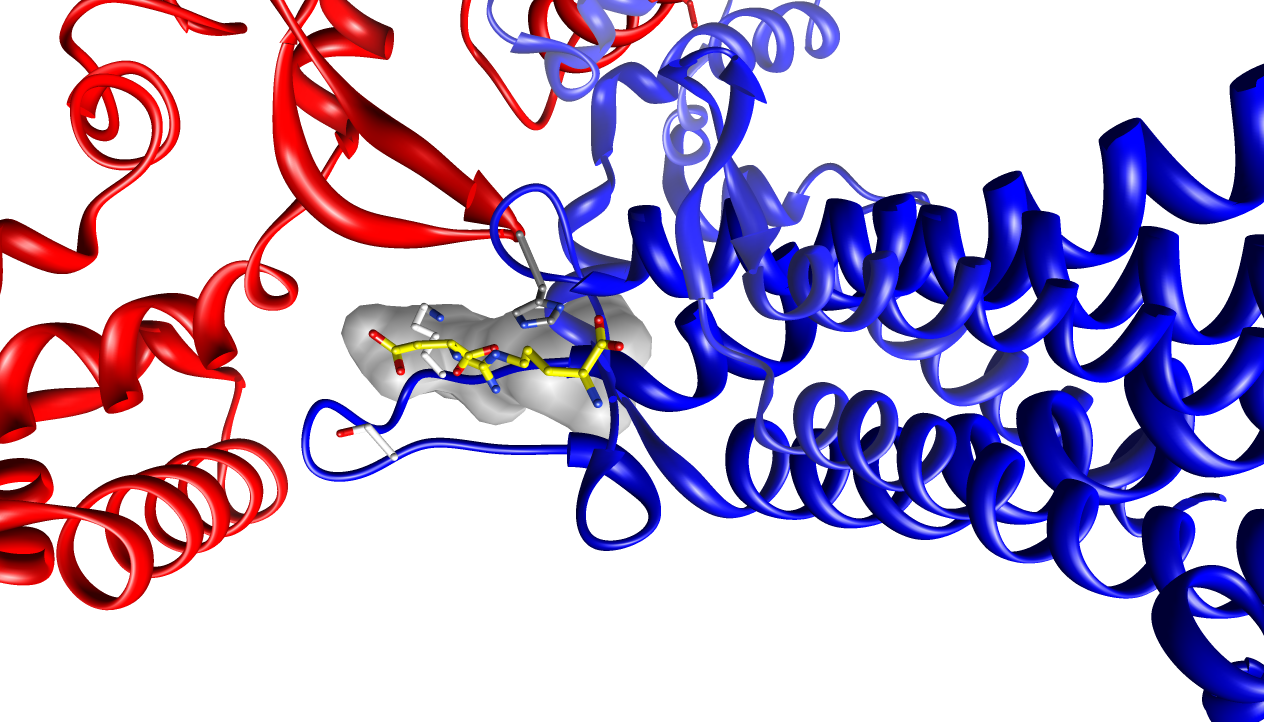
Аргининосукцинат (жёлтый) в активном участке ASL.

## Роль в цикле мочевины
Аммиак (NH3) является токсичным веществом для многих аэробных организмов и должен выводиться из организма. Некоторые водные организмы выделяют токсин прямо в окружающую среду, в то время как другие уреотелические виды должны преобразовывать свои токсичные азотные отходы в нетоксичные компоненты, такие как мочевая кислота или мочевина, через серию катализируемых реакций, более известных как цикл мочевины. ASL катализирует четвёртую по порядку реакцию цикла, следуя за действием аргининосукцинат-синтетазы (ASS) в цитозоле клеток печени. В то время как ASS катализирует образование аргининосукцината из цитруллина и аспартата, ASL расщепляет вновь образованный аргининосукцинат на L-аргинин и фумарат. L-аргинин продолжает цикл мочевины, расщепляясь аргиназой до мочевины и орнитина, а фумарат может попасть в цикл Кребса.

## δ-кристаллин
ASL, δ-кристаллин, фумараза II класса, аспартаза, аденилосукциназная лиаза и 3-карбокси-цис- и цис-муконат-лактонизирующий фермент - все это члены одного гомотетрамерного суперсемейства ферментов, большинство из которых катализируют один и тот же тип реакций элиминирования, в ходе которых разрывается связь C-O или C-N и в качестве продукта высвобождается фумарат. δ-кристаллины — осно́вные структурные водорастворимые белки хрусталика глаза большинства птиц, рептилий и некоторых других позвоночных.
В рамках суперсемейства ASL наиболее тесно связан с δ-кристаллином по аминокислотной последовательности и структуре белкового фолд. Существует две изоформы δ-кристаллина, δI и δII. Эти две изоформы сохраняют 69 % и 71 % аминокислотной последовательности ASL, соответственно, но только изоформа δII сохраняет ту же ферментативную активность, что и ASL. Сходство натолкнуло исследователей на мысль, что эти кристаллины возникли в результате присоединения к хрусталику уже существовавших метаболических ферментов, таких как ASL, в результате процесса, называемого "совместным использованием генов". Один и тот же генный продукт действует как кристаллин хрусталика и фермент в других неглазных тканях. Сравнительные исследования δ-кристаллинов оказались полезными для понимания ферментативного механизма реакции ASL.

## Мутации и дефицит ASL: аргининосукциниловая ацидурия
Мутации в гене ASL человека вызывают аргининосукциниловую ацидурию — редкое аутосомно-рецессивное заболевание, приводящее к нарушению цикла мочевины. Аргининосукцинат-лиаза является промежуточным ферментом в пути синтеза мочевины, и её функция необходима для продолжения цикла. Нефункционирование фермента приводит к накоплению в крови аммиака, аргининосукцината и цитруллина, при этом аргининосукцинат выводится с мочой. Другие симптомы включают вялость, рвоту, гипотермию, гипервентиляцию, гепатомегалию и прогрессирующую энцефалопатию у младенцев и аномальный рост волос, фиброз печени, эпизодическую рвоту, задержку роста и развития у пациентов, столкнувшихся с этим расстройством в более позднем детстве.
Аргининосукцинат-лиаза — ключевой фермент, участвующий в превращении аммиака в мочевину в рамках цикла мочевины. Аммиак накапливается до токсичных уровней, что приводит к гипераммониемии. Аммиак токсичен отчасти потому, что он влияет на нервную систему. Существуют биохимические данные, свидетельствующие о том, что повышение уровня аммиака может ингибировать глутаминазу и тем самым ограничивать скорость синтеза нейротрансмиттеров, таких как глутамат, что может объяснить задержку развития у пациентов с аргининосукциниловой ацидурией.
Одна из мутаций у пациентов с аргининосукциниловой ацидурией происходит, когда глутамин-286 замещается на аргинин. Вместо нейтрально заряженного глутамина в ферменте появляется положительно заряженный аргинин, и, как предполагают исследования, это изменение может стерически и/или электростатически препятствовать конформационному изменению, необходимому для катализа.

## Внешние ссылки
- GeneReviews/NCBI/NIH/UW entry on Urea Cycle Disorders Overview
- GeneReviews/NCBI/NIH/UW entry on Argininosuccinate Lyase Deficiency
- OMIM entries on Argininosuccinate Lyase Deficiency
- GeneCard